# Luis Cuenca (cestista)
Luis Cuenca (20 agosto 1976) è un ex cestista messicano.

## Carriera
Con il Messico ha disputato i Campionati americani del 2001.